# Bernardo Bernardo
Bernardo C. Bernardo (Manilla, 28 januari 1945 – 8 maart 2018) was een Filipijns acteur.

## Biografie
Bernardo werd geboren op 28 januari 1945 in de Filipijnse hoofdstad Manilla. Hij voltooide een bachelor-opleiding journalistiek aan de University of Santo Tomas en deed vervolgde daarna zijn opleiding aan de Universiteit van Californië in de Amerikaanse stad Santa Barbara en de London Academy of Music and Dramatic Art in de Engelse hoofdstad Londen.
Bernardo begon zijn carrière als toneelacteur, maar hij maakte naam met zijn rol als Steve Carpio in de komedieserie Home Along Da Riles op de Filipijnse televisie. Naast deze rol speelde Bernardo rollen in diverse andere Filipijnse televisieseries. Ook was hij te zien in diverse films. Bernardo won in 1981 een Gawad Urian Award voor beste acteur voor zijn rol als Manay Sharon in de film Manila By Night (City after Dark) van Ishmael Bernal. In 2016 won hij nog een Gawad Urian Award voor zijn bijrol in de film Invisible (ook wel: Imbisibol).
Bernardo overleed in 2018 op 73-jarige leeftijd aan de gevolgen van alvleesklierkanker.